# Idź przodem, bracie
Idź przodem, bracie – polski serial sensacyjny w reżyserii Macieja Pieprzycy, udostępniony 30 października 2024 roku na platformie VOD Netflix.

## Fabuła
Jeden z członków jednostki AT w Łodzi – Oskar Gwiazda (Piotr Witkowski), opuszcza służbę po incydencie związanym z atakiem paniki w trakcie akcji policyjnej. Na domiar złego, jego zmarły ojciec pozostawił po sobie ogromne hazardowe długi, w tym te zaciągnięte u biznesmena powiązanego z lokalnym półświatkiem przestępczym. Oskar zatrudnia się jako ochroniarz w centrum handlowo-usługowym, by spłacić wszystkie należności i dzięki temu móc odziedziczyć rodzinny dom. W nowym miejscu pracy dość szybko dostrzega szansę na rozwiązanie wszystkich problemów finansowych, ale droga do tego będzie wyjątkowo zawiła.

## Obsada

### Główna
- Piotr Witkowski – Oskar Gwiazda
- Konrad Eleryk – Sylwester Zajfert, szwagier Oskara
- Marcin Kowalczyk – Damian Czorny
- Aleksandra Adamska – Marta Gwiazda-Zajfert, siostra Oskara
- Anastasija Pustowit – Jewa

### Drugoplanowa i epizodyczna
- Jan Peszek – Bogdan
- Cezary Żak – Mieczysław Czorny, ojciec Damiana i Grześka
- Michał Filipiak – Grzegorz Czorny, brat Damiana
- Piotr Adamczyk – Eryk Tomczyk
- Katarzyna Bujakiewicz – Barbara Maćkowiak
- Magdalena Walach – komisarz Joanna Skóra
- Mirosław Haniszewski – Marecki, kierownik sekcji AT
- Jakub Wesołowski – „Rudy”
- Sebastian Dela – Sebastian „Gemboj”
- Andrzej Popiel – Gołaś
- Michał Pluskota – Jarosław Sokołowski „Sokół”
- Artur Klimek – „Hultaj”
- Magdalena Dąbrowska-Ołdziejewska – żona „Rudego”
- Aleksandra Skraba – dziewczyna „Gemboja”
- Artur Steranko  – Roman Gwiazda, ojciec Oskara
- Paweł Okoński – ochroniarz Władek
- Mateusz Łasowski – „Bobek”, człowiek Tomczyka
- Tomasz Borkowski – „Johnny”, człowiek Bogdana
- Artem Manuilov – Siergiej, człowiek Damiana Czornego
- Michał Kostrzewski – „Tasak”, człowiek Damiana Czornego
- Aleksander Borisov – Oleg, ochroniarz Mietka Czornego
- Oksana Cherkashyna – Oksana, współlokatorka Jewy
- Marcin Gaweł – Szkudlarek
- Konrad Ostrowski – „Igła”

## Realizacja
Scenariusz serialu napisał Kacper Wysocki, a wyreżyserował go Maciej Pieprzyca. Premiera miała miejsce 30 października 2024 na platformie Netflix.
Zdjęcia do serialu nakręcono w:
- Łodzi (ul. Ogrodowa, ul. Narutowicza, Trasa W-Z w okolicach ulic Wólczańskiej, Alei Kościuszki i Piotrkowskiej, Dworzec Tramwajowy Piotrkowska Centrum, hotel „Andels”, hotel „Puro”, „Księży Młyn”, restauracja „Len i Bawełna”, wieżowiec na „Manhattanie” przy ul. Piotrkowskiej 200, dworzec autobusowy Łódź Fabryczna)
- Warszawie (centrum handlowo-usługowe przy ul. Marywilskiej 44)
- Ostrołęce (opuszczony budynek dawnego szpitala przy ul. Sienkiewicza)